# Епархия Матади
Епа́рхия Матади (лат. Dioecesis Matadiensis) — епархия Римско-Католической Церкви с центром в городе Матади, Демократическая Республика Конго. Епархия Матади входит в митрополию Киншасы.

## История
1 июля 1911 года Святой Престол учредил апостольскую префектуру Матади, выделив её из апостольского викариата Леопольдвиля (ныне — архиепархия Киншасы).
23 июля 1930 года апостольская префектура Матади была преобразована в апостольский викариат.
10 ноября 1959 года апостольский викариат Матади был преобразован в епархию буллой Cum parvulum Римского Папы Иоанн XXIII.

## Ординарии епархии
- епископ Giuseppe Heintz (1911 — 1928);
- епископ Jean Cuvelier (1929 — 1938);
- епископ Alphonse Marie Van den Bosch (1938 — 1965);
- епископ Simon N’Zita Wa Ne Malanda (1965 — 1985);
- епископ Raphaël Lubaki Nganga (1985 — 1987);
- епископ Gabriel Kembo Mamputu (1988 — 2010);
- епископ Daniel Nlandu Mayi (2010 — 2021).